# Valroufié
Valroufié est une ancienne commune française située dans le département du Lot, en région Occitanie.

## Géographie
Commune du Quercy située dans l'aire urbaine de Cahors.

### Communes limitrophes
| Maxou                                 | Francoulès   |                            |
| Saint-Pierre-Lafeuille                | Valroufié    | Cours (Bellefont-La Rauze) |
| Laroque-des-Arcs (Bellefont-La Rauze) | Lamagdelaine | Vers (Saint Géry-Vers)     |

## Toponymie
Le nom Valroufié est composé du latin vallum qui désigne un vallon, un fossé avec ajout de l'adjectif occitan rufièr qui veut dire rude, raboteux.

## Politique et administration
| Période                                  | Période | Identité             | Étiquette | Qualité |
| ---------------------------------------- | ------- | -------------------- | --------- | ------- |
| 08.1832                                  | 11.1832 | Pierre Segurel       |           |         |
| 1832                                     | 1835    | Jean Petit           |           |         |
| 1835                                     | 1837    | Jean-baptiste Faurie |           |         |
| 1837                                     | 1843    | Jean Petit           |           |         |
| 1843                                     | 1847    | Antoine Couderc      |           |         |
| 1848                                     | 1851    | Jean Grezes          |           |         |
| 1852                                     | 1865    | Jean Grezes          |           |         |
| 1865                                     | 1870    | Bernard Ferby        |           |         |
| 1870                                     | 1881    | Jean Avit            |           |         |
| 1881                                     | 1902    | Jean Grezes          |           |         |
| 2001                                     | 2008    | Rémi Bru             |           |         |
| 2008                                     | 2014    | Raoul Bargues        |           |         |
| 2014                                     |         | Jean Louis Atger     |           |         |
| Les données manquantes sont à compléter. |         |                      |           |         |

## Démographie
| 1793 | 1851 | 1856 | 1861 | 1866 | 1872 | 1876 | 1881 | 1886 |
| ---- | ---- | ---- | ---- | ---- | ---- | ---- | ---- | ---- |
| 315  | 653  | 616  | 652  | 639  | 593  | 583  | 546  | 467  |

| 1891 | 1896 | 1901 | 1906 | 1911 | 1921 | 1926 | 1931 | 1936 |
| ---- | ---- | ---- | ---- | ---- | ---- | ---- | ---- | ---- |
| 446  | 401  | 335  | 306  | 271  | 223  | 220  | 208  | 207  |

| 1946 | 1954 | 1962 | 1968 | 1975 | 1982 | 1990 | 1999 | 2006 |
| ---- | ---- | ---- | ---- | ---- | ---- | ---- | ---- | ---- |
| 188  | 171  | 143  | 137  | 168  | 310  | 365  | 351  | 406  |

| 2011 | 2014 | - | - | - | - | - | - | - |
| ---- | ---- | - | - | - | - | - | - | - |
| 429  | 437  | - | - | - | - | - | - | - |

## Culture locale et patrimoine

### Héraldique
| Blason de Valroufié | Blason  | Palé de sable et d'argent ; au léopard de sinople brochant. |
| Blason de Valroufié | Détails | Le statut officiel du blason reste à déterminer.            |